# The Best of Me (álbum de Rick Astley)
The Best of Me es un álbum de grandes éxitos del cantante y compositor inglés Rick Astley. Está planificado que se publique el 25 de octubre de 2019 por BMG. El álbum incluye el sencillo "Every One of Us", que fue lanzado en septiembre de 2019.

## Trasfondo
El primer sencillo del álbum, "Every One of Us", fue liberado el 12 de septiembre de 2019, con una publicación en el Twitter de Astley confirmando el título del álbum y su fecha de liberación.

## Lista de canciones
| N.º | Título                                    | Duración |  |
| 1.  | «Every One of Us»                         | 3:06     |  |
| 2.  | «Never Gonna Give You Up»                 |          |  |
| 3.  | «Whenever You Need Somebody»              |          |  |
| 4.  | «When I Fall in Love»                     |          |  |
| 5.  | «Together Forever»                        |          |  |
| 6.  | «It Would Take a Strong Strong Man»       |          |  |
| 7.  | «She Wants to Dance With Me»              |          |  |
| 8.  | «Take Me to Your Heart»                   |          |  |
| 9.  | «Hold Me in Your Arms»                    |          |  |
| 10. | «Cry for Help»                            |          |  |
| 11. | «Sleeping»                                |          |  |
| 12. | «Lights Out»                              |          |  |
| 13. | «Keep Singing»                            |          |  |
| 14. | «Angels on My Side»                       |          |  |
| 15. | «Dance»                                   |          |  |
| 16. | «This Old House»                          |          |  |
| 17. | «Beautiful Life»                          |          |  |
| 18. | «Try»                                     |          |  |
| 19. | «She Makes Me»                            |          |  |
| 20. | «Never Gonna Give You Up» (Pianoforte)    |          |  |
| 21. | «Together Forever» (Reimagined)           |          |  |
| 22. | «Whenever You Need Somebody» (Reimagined) |          |  |
| 23. | «When I Fall in Love» (Reimagined)        |          |  |
| 24. | «Beautiful Life» (Reimagined)             |          |  |
| 25. | «She Wants to Dance with Me» (Reimagined) |          |  |
| 26. | «Hold Me in Your Arms» (Reimagined)       |          |  |
| 27. | «Cry for Help» (Reimagined)               |          |  |
| 28. | «Keep Singing» (Reimagined)               |          |  |
| 29. | «Angels on My Side» (Reimagined)          |          |  |
| 30. | «Try» (Reimagined)                        |          |  |